# Raïon de Svetlahorsk
Le raïon de Svetlahorsk (en biélorusse : Светлагорскі раён, Svetlahorski raïon) ou raïon de Svetlogorsk (en russe : Светлогорский район, Svetlogorski raïon) est une subdivision de la voblast de Homiel ou Gomel, en Biélorussie. Son centre administratif est la ville de Svetlahorsk.

## Géographie
Le raïon couvre une superficie de 1 899,91 km2 et il est arrosé par la Bérézina. Il est limité au nord par la voblast de Moguilev (raïon de Babrouïsk), au nord-est et à l'est par le raïon de Jlobine, au sud-est par le raïon de Retchytsa, au sud par le raïon de Kalinkavitchy, à l'ouest par le raïon d'Aktsiabarski.

## Histoire
Le raïon a été créé le 17 juillet 1924. Parytchy en fut le centre administratif de 1924 à 1960.

## Population

### Démographie
Les résultats des recensements de la population (*) font apparaître une forte croissance jusque dans les années 1990. La population a commencé à décliner dans les premières années du XXIe siècle :
| 1959*  | 1970*  | 1979*  | 1989*  | 1999*  | 2009*  |
| ------ | ------ | ------ | ------ | ------ | ------ |
| 44 872 | 78 829 | 85 876 | 96 757 | 98 210 | 90 125 |

### Population urbaine
Le raïon compte une seule ville :
- Svetlahorsk

et deux communes urbaines :
- Parytchy (2 300 habitants) ;
- Sasnovy Bor (2 400 habitants).

### Nationalités
Selon les résultats du recensement de 2009, la population du raïon se composait essentiellement de trois nationalités :
- 88,62 % de Biélorusses ;
- 8,68 % de Russes ;
- 1,73 d'Ukrainiens.

### Langues
En 2009, la langue maternelle était le biélorusse pour 58,54 % des habitants et le russe pour 39,04 %. Le biélorusse était parlé à la maison par 22,9 % de la population et le russe par 72,8 %.